# Lyran (stjärnbild)
För andra betydelser, se Lyran.
Lyran (Lyra på latin) är en stjärnbild på norra stjärnhimlen. Den är en av de 88 moderna stjärnbilderna som erkänns av den Internationella Astronomiska Unionen.
Lyran är en liten stjärnbild, men dess huvudstjärna, Vega, är en av de ljusstarkaste på natthimmeln. Vega utgör ett hörn i sommartriangeln.

## Historik
Lyran var en av de 48 konstellationerna som listades av den antike astronomen Ptolemaios i hans samlingsverk Almagest. Lyran fick sitt namn från ett stränginstrument, som var populärt under antiken och ännu idag ibland används i traditionell grekisk musik.

## Mytologi
Enligt den grekiska mytologin skapade den unge guden Hermes en lyra från ett stort sköldpaddskal (khelus), som han klädde med en djurhud och ett par antilophorn. Hermes gav den sedan till sin halvbror Apollon, som i sin tur gav den till sin son Orfeus. Efter hans död blev lyran en stjärnbild.
Lyror associerades med de apollinska dygderna, i kontrast mot Dionysos pipor, som representerade extas och firande.

## Stjärnor

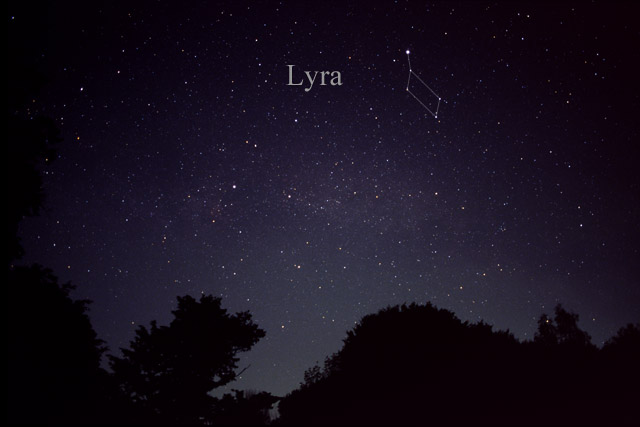
Stjärnbilden Lyran som den kan ses med blotta ögat.

Några av de ljusstarka stjärnorna i Lyra är:
- α - Vega (Alfa Lyrae) Med en apparent magnitud på +0,03 är denna den näst ljusstarkaste stjärnan på norra stjärnhimmeln efter Arcturus och den femte ljusstarkaste av alla. Dess spektralklass är A0 V och ligger bara 25,3 ljusår från jorden. Den var den första stjärnan som fotograferades.
- β - Beta Lyrae (Sheliak) är prototyp för en grupp förmörkelsedubbelstjärnor, Beta Lyrae-stjärnorna. Magnitud +3,45, spektralklass B8 II.
- γ - Gamma Lyrae (Sulafat) är huvudkomponenten i denna multipelstjärna har magnitud +3,24 och spektralklass B9 III.
- δ - Delta Lyrae är en dubbelstjärna som består av en blåvit stjärna med magnitud 6 och en variabel röd jätte med magnitud mellan +4 och +5.
- ε - Epsilon Lyrae är en välkänd "dubbel-dubbelstjärna" där de två ljusstarka komponenterna är i sin tur själva dubbelstjärnor. Den sammantagna ljusstyrkan är 4,7.
- μ - My Lyrae (Alathfar) delar sitt egennamn med Eta Lyrae, men den senare har ofta namnet stavat Aladfar.
- RR Lyrae ger sitt namn till en klass av pulserande variabla stjärnor, RR Lyrae-stjärnorna.
- DM Lyrae är en dvärgnova (UGSU) som haft två kända utbrott, 1928 och 1996.

## Djuprymdsobjekt

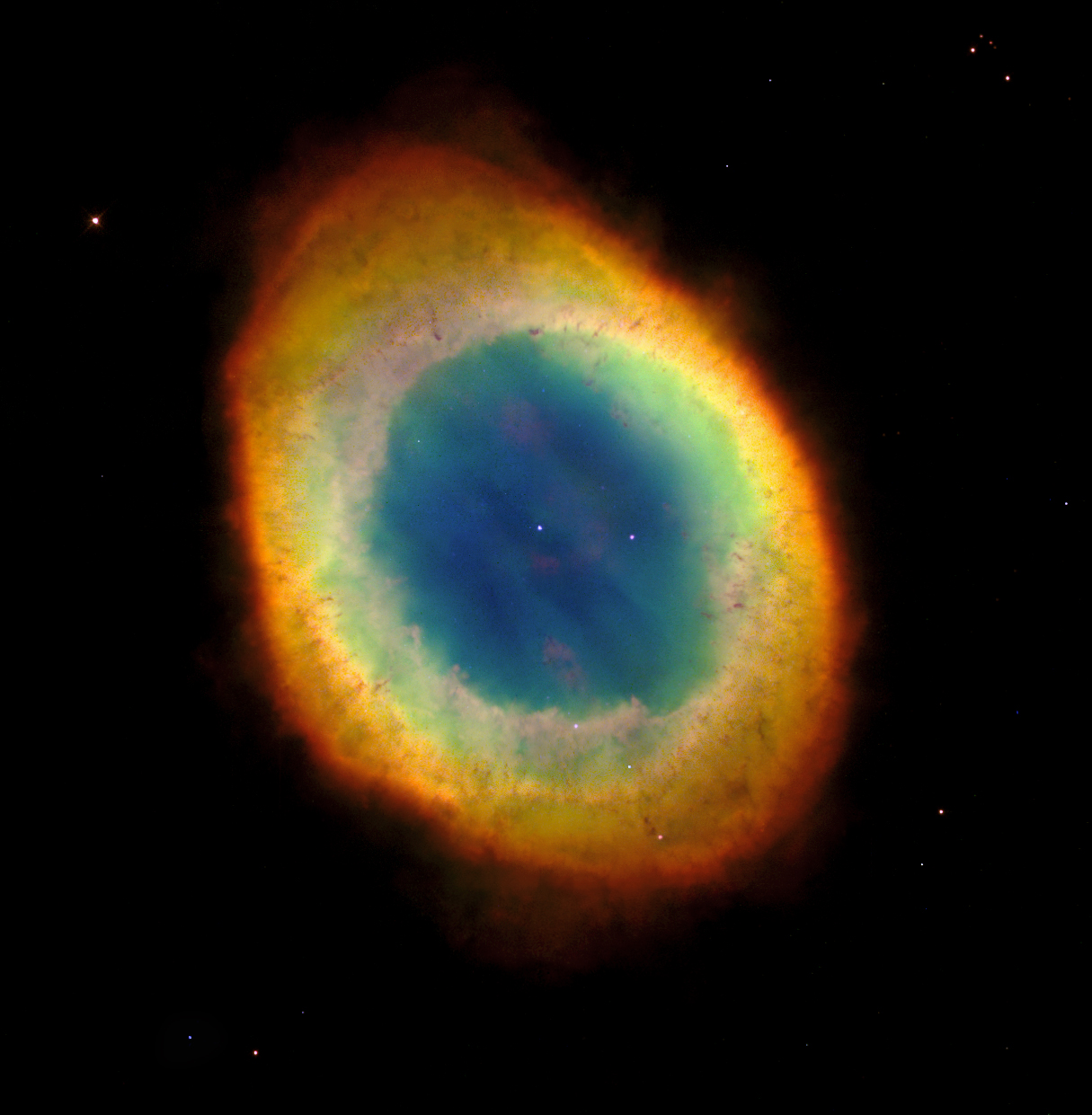
Ringnebulosan (M57) fotograferad av Hubbleteleskopet.

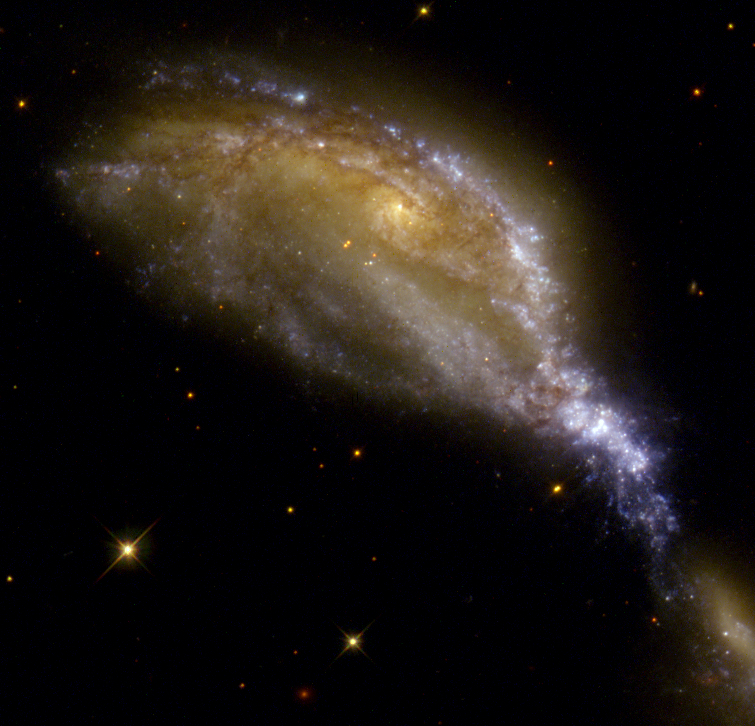
Den irreguljära galaxen NGC 6745A med NGC 6745B nertill till höger.

Fastän stjärnbilden är en av de mindre finns här flera riktigt intressanta objekt.

### Stjärnhopar
- Messier 56 (NGC 6779) är en klotformig stjärnhop som är ungefär 13,7 miljarder år gammal.
- NGC 6791 är en öppen stjärnhop.

### Galaxer
- NGC 6745  är en irreguljär galax som egentligen består av tre olika galaxer som under lång tid smält samman och kolliderat med varandra. NGC 6745A tros ha varit spiralgalax före kollisionen.

### Nebulosor
- Ringnebulosan (Messier 57 eller NGC 6720) är en av de mest kända planetariska nebulosorna och ett populärt mål för amatörastronomer. Den har magnitud 8,8 och finns på ett avstånd av ungefär 2 300 ljusår.

### Exoplaneter
Bland de talrika exoplaneterna I Lyran kan nämnas WASP-3b, HAT-P-5b, GJ 758 b och GJ 758 c, HD 178911 Bb, HD 177830 b, TrES-1 och HD 173416 b. I januari 2010 kungjordes upptäckter av Keplerteleskopet av ytterligare planeter: Kepler-7b, Kepler-8b och tre planeter runt stjärnan Kepler-9.
I april 2013 rapporterades upptäckten av fem planeter runt Kepler-62, där åtminstone två planeter, Kepler-62e och Kepler-62f, låg inom vad astronomerna benämner beboelig zon.

## Landskapsstjärnbild
Lyran är Ölands landskapsstjärnbild.